# Żeglarstwo na Letnich Igrzyskach Olimpijskich 1948
Żeglarstwo na Letnich Igrzyskach Olimpijskich 1948 w Londynie rozgrywane było w dniach 3–12 sierpnia 1948 roku na wodach Torbay. W programie znajdowało się pięć konkurencji, w każdej z klas rozegrano siedem wyścigów.

## Medaliści
| Konkurencja    | Złoto | Srebro | Brąz                                                                                               |
| Firefly        | Dania · Paul Elvstrøm                                                                                    | Stany Zjednoczone · Ralph Evans | Holandia · Jacobus de Jong                                                                         |
| Star           | Stany Zjednoczone · Hilarius Hilary Smart · Paul Smart                                                   | Kuba · Kurush III Carlos de Cárdenas Culmell · Carlos de Cárdenas Plá                                                                     | Holandia · Starita Adriaan Maas · Edward Stutterheim                                               |
| Swallow        | Wielka Brytania · Swift Stewart Morris · David Bond                                                      | Portugalia · Symphony Duarte Manuel Bello · Fernando Pinto Bello                                                                          | Stany Zjednoczone · Margaret Lockwood Pirie · Owen Torrey                                          |
| Dragon         | Norwegia · Pan Thor Thorvaldsen · Sigve Lie · Håkon Barfod                                               | Szwecja · Slaghoken Folke Bohlin · Hugo Johnson · Gösta Brodin                                                                            | Dania · Snap William Berntsen · Ole Berntsen · Klaus Baess                                         |
| Klasa 6 metrów | Stany Zjednoczone · Llanoria Herman Whiton · Alfred Loomis · James Weekes · James Smith · Michael Mooney | Argentyna · Djinn Enrique Sieburger · Emilio Homps · Rufino Rodríguez de la Torre · Rodolfo Rivademar · Julio Sieburger · Julio Sieburger | Szwecja · Ali-Baba II Tore Holm · Torsten Lord · Martin Hindorff · Karl-Robert Ameln · Gösta Salén |